# Einion ab Owain
Einion ab Owain (overleden 984) was een heerser van Deheubarth (Zuidwest-Wales). Zijn exacte titel is onduidelijk, want zijn vader Owain ap Hywel, die voor hem koning was, was nog in leven. Mogelijk was Owain afgetreden, maar daar zijn geen aanwijzingen voor, ook niet dat hij (zoals gewoon was voor een afgetreden vorst) in een klosster was gegaan. Het is ook mogelijk dat Einion slechts penteulu was, hoofd van het leger, of dat hij de feitelijke leiding over het land had hoewel zijn vader formeel koning bleef.
Hoe dan ook, vanaf circa 970 zijn diverse militaire acties van Einion bekend, vooral in het zuidoosten van Wales. Hij bracht hiermee vermoedelijk Gower binnen de invloedssfeer van Deheubarth. In 983 viel koning Hywel ab Ieuaf van Gwynedd met Engelse hulp Einions gebied binnen, in het bijzonder Brycheiniog. Einion wist hem terug te slaan.
Het volgende jaar werd Einion gedood door edelen uit Gwent. Hij werd opgevolgd door zijn broer Maredudd.